# FIA-Formel-2-Rennwochenende in Belgien 2024
Das FIA-Formel-2-Rennwochenende in Belgien 2024 war der zehnte Lauf der FIA-Formel-2-Meisterschaft 2024 und fand vom 26. bis 28. Juli auf dem Circuit de Spa-Francorchamps in Spa statt.

## Meldeliste
Alle Teams und Fahrer verwendeten das Dallara-Chassis F2 2024, 3,4-Liter-V634-Turbomotoren von Renault-Mecachrome und Reifen von Pirelli.
| Team                  | Nr. | Fahrer                | Chassis         | Motor             | Reifen |
| --------------------- | --- | --------------------- | --------------- | ----------------- | ------ |
| ART Grand Prix        | 01  | Victor Martins        | Dallara F2 2024 | Mecachrome 3.4 V6 | P      |
| ART Grand Prix        | 02  | Zak O’Sullivan        | Dallara F2 2024 | Mecachrome 3.4 V6 | P      |
| Prema Racing          | 03  | Oliver Bearman        | Dallara F2 2024 | Mecachrome 3.4 V6 | P      |
| Prema Racing          | 04  | Andrea Kimi Antonelli | Dallara F2 2024 | Mecachrome 3.4 V6 | P      |
| Rodin Motorsport      | 05  | Zane Maloney          | Dallara F2 2024 | Mecachrome 3.4 V6 | P      |
| Rodin Motorsport      | 06  | Ritomo Miyata         | Dallara F2 2024 | Mecachrome 3.4 V6 | P      |
| DAMS Lucas Oil        | 07  | Jak Crawford          | Dallara F2 2024 | Mecachrome 3.4 V6 | P      |
| DAMS Lucas Oil        | 08  | Juan Manuel Correa    | Dallara F2 2024 | Mecachrome 3.4 V6 | P      |
| Invicta Racing        | 09  | Kush Maini            | Dallara F2 2024 | Mecachrome 3.4 V6 | P      |
| Invicta Racing        | 10  | Gabriel Bortoleto     | Dallara F2 2024 | Mecachrome 3.4 V6 | P      |
| MP Motorsport         | 11  | Dennis Hauger         | Dallara F2 2024 | Mecachrome 3.4 V6 | P      |
| MP Motorsport         | 12  | Franco Colapinto      | Dallara F2 2024 | Mecachrome 3.4 V6 | P      |
| Van Amersfoort Racing | 14  | Enzo Fittipaldi       | Dallara F2 2024 | Mecachrome 3.4 V6 | P      |
| Van Amersfoort Racing | 15  | Rafael Villagómez     | Dallara F2 2024 | Mecachrome 3.4 V6 | P      |
| Hitech Pulse-Eight    | 16  | Amaury Cordeel        | Dallara F2 2024 | Mecachrome 3.4 V6 | P      |
| Hitech Pulse-Eight    | 17  | Paul Aron             | Dallara F2 2024 | Mecachrome 3.4 V6 | P      |
| Campos Racing         | 20  | Isack Hadjar          | Dallara F2 2024 | Mecachrome 3.4 V6 | P      |
| Campos Racing         | 21  | Josep Maria Martí     | Dallara F2 2024 | Mecachrome 3.4 V6 | P      |
| Trident               | 22  | Richard Verschoor     | Dallara F2 2024 | Mecachrome 3.4 V6 | P      |
| Trident               | 23  | Roman Staněk          | Dallara F2 2024 | Mecachrome 3.4 V6 | P      |
| AIX Racing            | 24  | Joshua Dürksen        | Dallara F2 2024 | Mecachrome 3.4 V6 | P      |
| AIX Racing            | 25  | Taylor Barnard        | Dallara F2 2024 | Mecachrome 3.4 V6 | P      |

## Klassifikationen

### Qualifying
| Pos.                                                                                     | Fahrer                | Team                  | Zeit       | SPR | HAU |
| ---------------------------------------------------------------------------------------- | --------------------- | --------------------- | ---------- | --- | --- |
| 01                                                                                       | Paul Aron             | Hitech Pulse-Eight    | 1:56,959   | 20  | 01  |
| 02                                                                                       | Gabriel Bortoleto     | Invicta Racing        | 1:57,127   | 09  | 02  |
| 03                                                                                       | Isack Hadjar          | Campos Racing         | 1:57,241   | 08  | 03  |
| 04                                                                                       | Jak Crawford          | DAMS Lucas Oil        | 1:57,382   | 07  | 04  |
| 05                                                                                       | Andrea Kimi Antonelli | Prema Racing          | 1:57,397   | 06  | 05  |
| 06                                                                                       | Zane Maloney          | Rodin Motorsport      | 1:57,506   | 05  | 06  |
| 07                                                                                       | Franco Colapinto      | MP Motorsport         | 1:57,683   | 04  | 07  |
| 08                                                                                       | Richard Verschoor     | Trident               | 1:57,748   | 03  | 08  |
| 09                                                                                       | Dennis Hauger         | MP Motorsport         | 1:57,774   | 02  | 09  |
| 10                                                                                       | Zak O’Sullivan        | ART Grand Prix        | 1:57,782   | 01  | 10  |
| 11                                                                                       | Amaury Cordeel        | Hitech Pulse-Eight    | 1:57,801   | 10  | 11  |
| 12                                                                                       | Kush Maini            | Invicta Racing        | 1:57,804   | 11  | 12  |
| 13                                                                                       | Enzo Fittipaldi       | Van Amersfoort Racing | 1:57,821   | 12  | 13  |
| 14                                                                                       | Juan Manuel Correa    | DAMS Lucas Oil        | 1:57,913   | 13  | 14  |
| 15                                                                                       | Oliver Bearman        | Prema Racing          | 1:57,979   | 14  | 15  |
| 16                                                                                       | Ritomo Miyata         | Rodin Motorsport      | 1:58,063   | 15  | 16  |
| 17                                                                                       | Josep Maria Martí     | Campos Racing         | 1:58,120   | 16  | 17  |
| 18                                                                                       | Rafael Villagómez     | Van Amersfoort Racing | 1:58,189   | 17  | 18  |
| 19                                                                                       | Taylor Barnard        | AIX Racing            | 1:58,788   | 18  | 19  |
| 20                                                                                       | Joshua Dürksen        | AIX Racing            | 1:59,072   | 19  | 20  |
| 21                                                                                       | Roman Staněk          | Trident               | 1:59,459   | 21  | 21  |
| 107-Prozent-Zeit: 2:05,146 min (bezogen auf die Pole-Position-Bestzeit von 1:56,959 min) |                       |                       |            |     |     |
| –                                                                                        | Victor Martins        | ART Grand Prix        | keine Zeit | 22  | 22  |
| Quelle:                                                                                  |                       |                       |            |     |     |

Anmerkungen
1. ↑  Paul Aron erhielt zwei Fünf-Plätze-Strafrückversetzung für das Sprintrennen aufgrund des verursachten Unfalles im Ungarn-Hauptrennen mit Zane Maloney und da er Oliver Bearman von der Strecke abdrängte.
2. ↑  Victor Martins konnte aufgrund mechanischer Probleme nicht am Qualifying teilnehmen. Er durfte allerdings dennoch an beiden Rennen teilnehmen.

### Sprintrennen
| Pos.                                                            | Fahrer                | Team                  | Runden | Zeit      | Start | Schnellste Runde |
| --------------------------------------------------------------- | --------------------- | --------------------- | ------ | --------- | ----- | ---------------- |
| 01                                                              | Zak O’Sullivan        | ART Grand Prix        | 5      | 14:15,548 | 01    | 2:19,889 (2.)    |
| 02                                                              | Dennis Hauger         | MP Motorsport         | 5      | + 0,849   | 02    | 2:20,589 (2.)    |
| 03                                                              | Richard Verschoor     | Trident               | 5      | + 1,122   | 03    | 2:20,720 (2.)    |
| 04                                                              | Zane Maloney          | Rodin Motorsport      | 5      | + 3,031   | 05    | 3:20,674 (5.)    |
| 05                                                              | Jak Crawford          | DAMS Lucas Oil        | 5      | + 4,051   | 07    | 2:32,084 (3.)    |
| 06                                                              | Andrea Kimi Antonelli | Prema Racing          | 5      | + 5,210   | 06    | 2:22,070 (2.)    |
| 07                                                              | Oliver Bearman        | Prema Racing          | 5      | + 6,022   | 14    | 2:21,569 (2.)    |
| 08                                                              | Franco Colapinto      | MP Motorsport         | 5      | + 7,665   | 04    | 3:20,104 (5.)    |
| 09                                                              | Isack Hadjar          | Campos Racing         | 5      | + 8,907   | 08    | 2:22,041 (2.)    |
| 10                                                              | Gabriel Bortoleto     | Invicta Racing        | 5      | + 9,907   | 09    | 2:35,681 (3.)    |
| 11                                                              | Amaury Cordeel        | Hitech Pulse-Eight    | 5      | + 11,187  | 10    | 2:36,060 (3.)    |
| 12                                                              | Victor Martins        | ART Grand Prix        | 5      | + 12,642  | 22    | 3:20,160 (5.)    |
| 13                                                              | Kush Maini            | Invicta Racing        | 5      | + 14,099  | 11    | 2:40,879 (3.)    |
| 14                                                              | Enzo Fittipaldi       | Van Amersfoort Racing | 5      | + 15,699  | 12    | 2:22,495 (2.)    |
| 15                                                              | Ritomo Miyata         | Rodin Motorsport      | 5      | + 16,697  | 15    | 2:22,988 (2.)    |
| 16                                                              | Taylor Barnard        | AIX Racing            | 5      | + 17,085  | 18    | 2:22,974 (2.)    |
| 17                                                              | Juan Manuel Correa    | DAMS Lucas Oil        | 5      | + 17,851  | 13    | 2:22,061 (2.)    |
| 18                                                              | Paul Aron             | Hitech Pulse-Eight    | 5      | + 18,702  | 20    | 2:22,903 (2.)    |
| 19                                                              | Joshua Dürksen        | AIX Racing            | 5      | + 19,254  | 19    | 2:23,166 (2.)    |
| 20                                                              | Roman Staněk          | Trident               | 5      | + 20,186  | 21    | 2:23,395 (2.)    |
| 21                                                              | Rafael Villagómez     | Van Amersfoort Racing | 5      | + 21,200  | 17    | 2:24,093 (2.)    |
| –                                                               | Josep Maria Martí     | Campos Racing         | 1      | DNF       | 16    | keine Zeit       |
| Schnellste Rennrunde, die für Punkte berechtigt ist: keine Zeit |                       |                       |        |           |       |                  |
| Quelle:                                                         |                       |                       |        |           |       |                  |

### Hauptrennen
| Pos.                                                                              | Fahrer                | Team                  | Runden | Zeit      | Start | Schnellste Runde |
| --------------------------------------------------------------------------------- | --------------------- | --------------------- | ------ | --------- | ----- | ---------------- |
| 01                                                                                | Isack Hadjar          | Campos Racing         | 25     | 57:08,495 | 03    | 1:59,647 (08.)   |
| 02                                                                                | Gabriel Bortoleto     | Invicta Racing        | 25     | + 2,934   | 02    | 1:59,404 (13.)   |
| 03                                                                                | Jak Crawford          | DAMS Lucas Oil        | 25     | + 12,093  | 04    | 2:00,316 (14.)   |
| 04                                                                                | Zak O’Sullivan        | ART Grand Prix        | 25     | + 13,741  | 10    | 2:00,274 (12.)   |
| 05                                                                                | Richard Verschoor     | Trident               | 25     | + 19,392  | 08    | 2:00,201 (19.)   |
| 06                                                                                | Zane Maloney          | Rodin Motorsport      | 25     | + 21,282  | 06    | 2:00,393 (12.)   |
| 07                                                                                | Ritomo Miyata         | Rodin Motorsport      | 25     | + 21,884  | 16    | 2:00,049 (14.)   |
| 08                                                                                | Amaury Cordeel        | Hitech Pulse-Eight    | 25     | + 25,388  | 11    | 2:01,166 (19.)   |
| 09                                                                                | Andrea Kimi Antonelli | Prema Racing          | 25     | + 31,800  | 05    | 2:00,281 (17.)   |
| 10                                                                                | Joshua Dürksen        | AIX Racing            | 25     | + 32,446  | 20    | 2:00,359 (12.)   |
| 11                                                                                | Juan Manuel Correa    | DAMS Lucas Oil        | 25     | + 39,528  | 14    | 2:01,536 (19.)   |
| 12                                                                                | Dennis Hauger         | MP Motorsport         | 25     | + 42,048  | 09    | 2:00,727 (09.)   |
| 13                                                                                | Taylor Barnard        | AIX Racing            | 25     | + 43,750  | 19    | 2:01,009 (19.)   |
| 14                                                                                | Roman Staněk          | Trident               | 25     | + 53,654  | 21    | 2:01,039 (13.)   |
| 15                                                                                | Kush Maini            | Invicta Racing        | 25     | + 58,831  | 12    | 2:01,504 (18.)   |
| 16                                                                                | Paul Aron             | Hitech Pulse-Eight    | 24     | DNF       | 01    | 1:59,029 (11.)   |
| –                                                                                 | Enzo Fittipaldi       | Van Amersfoort Racing | 10     | DNF       | 13    | 2:01,899 (08.)   |
| –                                                                                 | Rafael Villagómez     | Van Amersfoort Racing | 03     | DNF       | 18    | 2:54,571 (03.)   |
| –                                                                                 | Victor Martins        | ART Grand Prix        | 03     | DNF       | 22    | 2:53,319 (03.)   |
| –                                                                                 | Franco Colapinto      | MP Motorsport         | 0      | DNF       | 07    | keine Zeit       |
| –                                                                                 | Oliver Bearman        | Prema Racing          | 0      | DNF       | 15    | keine Zeit       |
| –                                                                                 | Josep Maria Martí     | Campos Racing         | 0      | DNF       | 17    | keine Zeit       |
| Schnellste Rennrunde, die für Punkte berechtigt ist: Gabriel Bortoleto (1:59,404) |                       |                       |        |           |       |                  |
| Quelle:                                                                           |                       |                       |        |           |       |                  |

Anmerkungen
1. ↑  Roman Staněk erhielt eine Fünf-Sekunden-Strafe (abkürzen), die auf die Endzeit aufaddiert wurde; er verlor keine Positionen im Endresultat.
2. ↑  Kush Maini erhielt eine Fünf-Sekunden-Strafe (abkürzen), die auf die Endzeit aufaddiert wurde; er verlor keine Positionen im Endresultat.

## Meisterschafts-Stände nach dem Rennwochenende
Beim Hauptrennen (HAU) bekamen die ersten Zehn des Rennens 25, 18, 15, 12, 10, 8, 6, 4, 2 bzw. 1 Punkt(e). Beim Sprintrennen (SPR) erhielten die ersten Acht des Rennens 10, 8, 6, 5, 4, 3, 2 bzw. 1 Punkt(e). Die zusätzlichen zwei Punkte für die Pole-Position im Hauptrennen gingen an Paul Aron, der Extrapunkt für die schnellste Rennrunde wurde an Gabriel Bortoleto (HAU) vergeben.

### Fahrerwertung
| Pos. | Fahrer                | Team                  | Punkte |
| ---- | --------------------- | --------------------- | ------ |
| 01   | Isack Hadjar          | Campos Racing         | 165    |
| 02   | Gabriel Bortoleto     | Invicta Racing        | 129    |
| 03   | Paul Aron             | Hitech Pulse-Eight    | 124    |
| 04   | Zane Maloney          | Rodin Motorsport      | 111    |
| 05   | Jak Crawford          | DAMS Lucas Oil        | 100    |
| 06   | Franco Colapinto      | MP Motorsport         | 96     |
| 07   | Andrea Kimi Antonelli | Prema Racing          | 87     |
| 08   | Dennis Hauger         | MP Motorsport         | 83     |
| 09   | Kush Maini            | Invicta Racing        | 74     |
| 10   | Zak O’Sullivan        | ART Grand Prix        | 59     |
| 11   | Enzo Fittipaldi       | Van Amersfoort Racing | 58     |

| Pos. | Fahrer             | Team                  | Punkte |
| ---- | ------------------ | --------------------- | ------ |
| 12   | Victor Martins     | ART Grand Prix        | 57     |
| 13   | Richard Verschoor  | Trident               | 45     |
| 14   | Josep Maria Martí  | Campos Racing         | 38     |
| 15   | Oliver Bearman     | Prema Racing          | 34     |
| 16   | Juan Manuel Correa | DAMS Lucas Oil        | 31     |
| 17   | Amaury Cordeel     | Hitech Pulse-Eight    | 29     |
| 18   | Ritomo Miyata      | Rodin Motorsport      | 29     |
| 19   | Joshua Dürksen     | AIX Racing            | 25     |
| 20   | Taylor Barnard     | AIX Racing            | 18     |
| 21   | Roman Staněk       | Trident               | 14     |
| 22   | Rafael Villagómez  | Van Amersfoort Racing | 9      |

### Teamwertung
| Pos. | Konstrukteur       | Punkte |
| ---- | ------------------ | ------ |
| 01   | Campos Racing      | 203    |
| 02   | Invicta Racing     | 203    |
| 03   | MP Motorsport      | 179    |
| 04   | Hitech Pulse-Eight | 153    |
| 05   | Rodin Motorsport   | 140    |
| 06   | DAMS Lucas Oil     | 131    |

| Pos. | Konstrukteur          | Punkte |
| ---- | --------------------- | ------ |
| 07   | Prema Racing          | 121    |
| 08   | ART Grand Prix        | 116    |
| 09   | Van Amersfoort Racing | 67     |
| 10   | Trident               | 59     |
| 11   | AIX Racing            | 43     |